# Roberto González Presas
Roberto González Presas, (nacido el 27 de enero de 1968 en Carpio del Campo, Valladolid) es un entrenador español de baloncesto. Actualmente no dirige a ningún equipo.

## Trayectoria
Tras su paso por la cantera del CB Valladolid como jugador, comenzó en 1987 como técnico ayudante de las categorías inferiores del mismo club. Roberto González continuó su formación pasando por el CB Palencia (Segunda Nacional) en la temporada 1997/98 y el CB Zamora (EBA) en la 1999/00 hasta llegar en 2002 al cargo de segundo entrenador del equipo profesional del CB Valladolid de Liga ACB, coincidiendo con la consecución del campeonato de España Júnior en el mismo año, en cuya final, disputada en Tenerife, el CB Valladolid se impuso al FC Barcelona, siendo nombrado el propio Roberto mejor entrenador del campeonato. 
Como entrenador ayudante en el CB Valladolid, estuvo a las órdenes de Luis Casimiro, Chechu Mulero, Manel Comas, Paco García, Porfirio Fisac y Javier Imbroda. 
En febrero de 2012, tras los malos resultados cosechados por el equipo, Roberto pasó a ocupar el cargo de entrenador principal tras la destitución de Luis Casimiro. Aunque no pudo salvar al equipo, que descendió deportivamente, debido a la falta de recursos económicos de los equipos que debían ascender, el Blancos de Rueda Valladolid permaneció en ACB. 
Después de una brillante temporada, en la que el equipo se salvó del descenso jornadas antes de terminar la fase regular, Roberto decidió abandonar el club después de 11 años para regresar al puesto de maestro de Educación Primaria que había ejercido hasta su nombramiento como entrenador asistente en 2002. En total, el entrenador pucelano había dirigido 51 encuentros en la primera división del baloncesto español y cuenta con un ascenso desde la LEB Oro en la temporada 2008-2009 y como segundo de Porfirio Fisac.
A su vuelta a la enseñanza, se hizo cargo del CB La Flecha de Primera Nacional y compaginó su carrera como entrenador en el cuadro de Arroyo de la Encomienda con su puesto como profesor. De hecho, en su segundo año al frente del conjunto rojinegro logró el ascenso a la Liga EBA, categoría en la que dirigiría durante 8 temporadas.
Posteriormente, trabajaría con la selección española sub-16, con la que lograría la medalla de bronce en el europeo de 2014, celebrado en Riga (Letonia).  
El 8 de agosto de 2015 Roberto González impartió un Clinic sobre «Cómo jugar 3x3» en León gracias al Club Baloncesto Agustinos-Eras. Roberto también es coautor, junto con Alfredo Calle, del libro Tareas aplicadas de tiro, (Ed. Letrame, 2019).
El 25 de mayo de 2021, firma por el Real Valladolid Baloncesto de la Liga LEB Oro, como primer entrenador. El 16 de marzo de 2022, tras una racha de 3 derrotas consecutivas, Roberto es destituido como entrenador del primer equipo.

## Clubs
- 1997-98. CB Palencia
- 1999-00. CB Zamora.Liga EBA
- 2002-12. CB Valladolid.Liga LEB Oro y Liga ACB. Entrenador ayudante
- 2012-13. CB Valladolid.Liga ACB
- 2013-21. CB La Flecha. Liga EBA
- 2021-2022. Real Valladolid Baloncesto. Liga LEB Oro